# Amt Bornefeld-Hückeswagen

Amt Bornefeld Karte 1789

Das Amt Bornefeld-Hückeswagen war ein Gerichts- und Verwaltungsbezirk im Herzogtum Berg.

## Geschichte
Das Amt entstand 1555 als Zusammenschluss der altbergischen Ämter Bornefeld und Hückeswagen. 

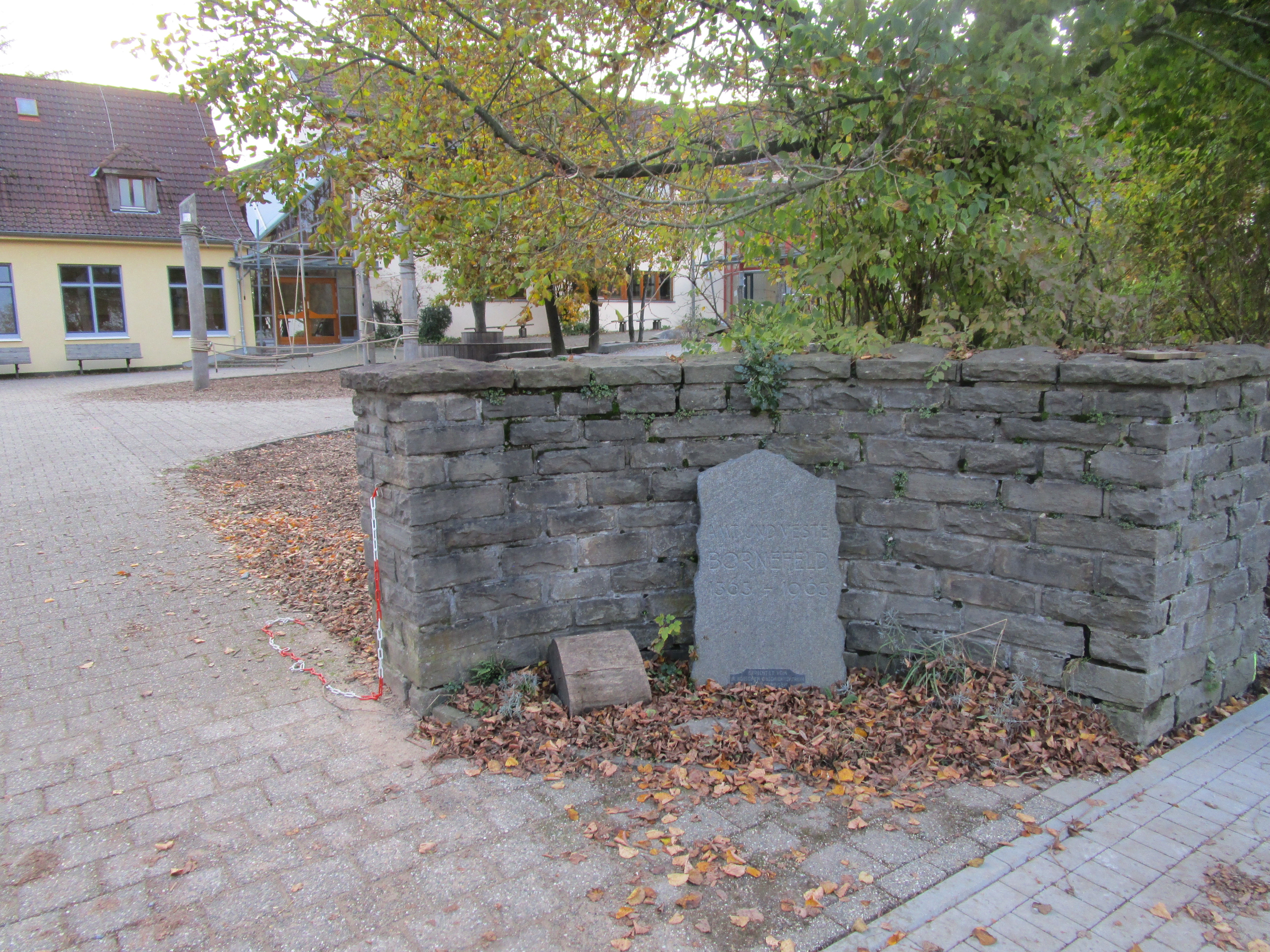
Gedenkstein von 1963 an der Steiner-Schule in Berg.Born

Es bestand aus der Freiheit Hückeswagen, dem gleichnamigen Kirchspiel mit den vier Honschaften Berghausen, Große Honschaft, Herdingsfeld, Lüdorf und der Außenbürgerschaft Hückeswagen, sowie der Außenbürgerschaft Lennep, den Fünfzehnhöfen, dem Kirchspiel Dabringhausen, dem Kirchspiel Dhünn, dem Kirchspiel Remscheid mit der Honschaft Remscheid, dem Kirchspiel Wermelskirchen mit den drei Honschaften Oberhonschaft, Dorfhonschaft und Niederhonschaft.
Haus Nagelsgaul bei Wipperfürth war über mehrere Generationen Wohnsitz der adeligen Amtmänner aus der Familie von Nagel. Der Sitz des Richters war zuletzt bis 1812 Schloss Hückeswagen. Die Amtsverwalter wohnten in Wermelskirchen, der letzte war Carl Phillip von Schatte von 1780–1806.
Zur Erinnerung wurde 1963 vom Bergischen-Geschichts-Verein Abt. Hückeswagen ein Gedenkstein an der Steiner-Schule in Berg.Born mit den Jahreszahlen 1363–1963 errichtet.

## Amtmänner
Folgende Amtmänner sind urkundlich belegt:
- 1641–1660: Johann Wilhelm von Hugenpoet[2]
- 1665 Georg Adolf von Nagel[3]
- 1693–1718 Stephan Heinrich Conrad von Nagel
- 1718–1731 Mathies Werner von Nagel
- 1731–1765 Conrad Caspar von Nagel
- 1765–1789 Adam Conrad von Nagel
- 1789–1806 Stephan Franz Adolf von Nagel